# Balclutha asymmetrica
Balclutha asymmetrica är en insektsart som beskrevs av Knight 1987. Balclutha asymmetrica ingår i släktet Balclutha och familjen dvärgstritar. Inga underarter finns listade i Catalogue of Life.